# St. Louis Islamic Center

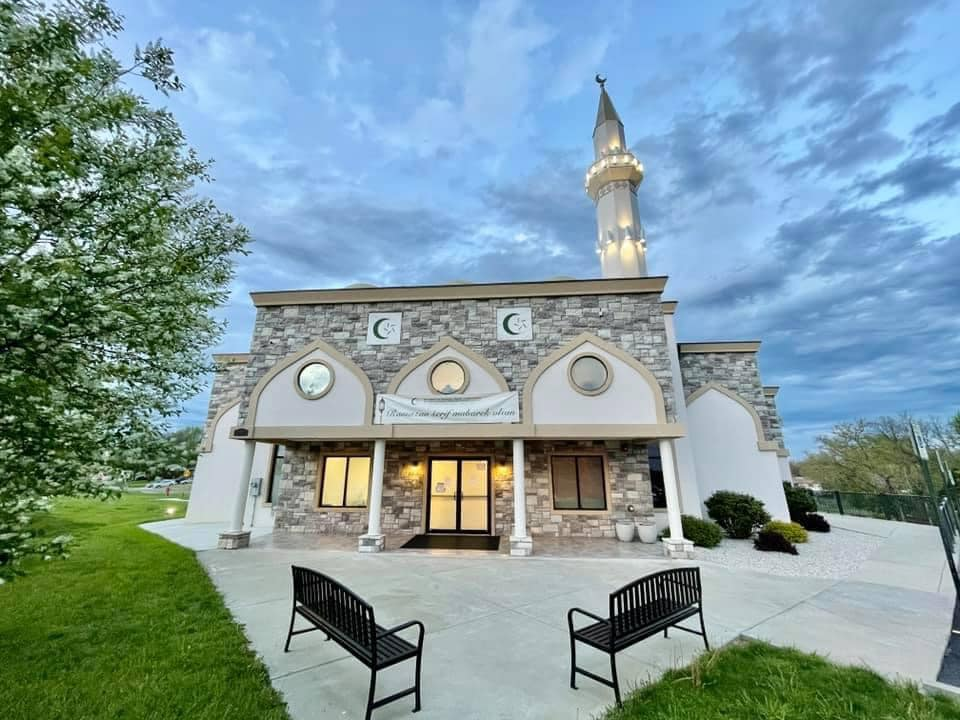
St. Louis Islamic Center, 2020

Das St. Louis Islamic Center (STLIC) ist eine bosnische islamische Organisation und eine Moschee in St. Louis, Missouri. Die Organisation wurde in den 2010er Jahren gegründet. STLIC ist Mitglied der Islamic Community of North America Bosniaks (ICNAB) und dient den Bedürfnissen der Gemeinde von Bosniern St. Louis, einer schon lange bestehenden Gemeinschaft. Das STLIC soll Bosniern Heimat geben und vor allem den Jüngeren bei der Bewahrung ihrer Religion und Traditionen helfen.

## Leitung
Der Verein wird geleitet von dem Advisory Board of St. Louis Islamic Center. Dieses Gremium besteht aus drei Personen, die dem Jamaat Board vorstehen. Das Jamaat Board verantwortet die alltäglichen Aufgaben des St. Louis Islamic Center. Es besteht aus sieben Mitgliedern.

## Nur Mosque
2015 begann das St. Louis Islamic Center mit dem Bau der Nur Mosque, im südlichen St. Louis County. Mit einem Budget von 1,5 Mio. Dollar konnte die Moschee am 1. April 2017 eröffnet werden.
‚Al-Nur‘ (arabisch نور nūr) bedeutet im Deutschen ‚das Licht‘ und ist ein Verweis auf die Sure 24 im Koran.